# 費丹旭
費丹旭（1802年—1850年），字子苕，號曉樓、偶翁、環渚生、三碑鄉人、長房後裔，晚號偶翁，烏程縣三碑鄉（今浙江湖州）人。
畫家費珏之子。嘉庆六年（1802年）生。丹旭深得家傳，於坡石、流水、雜草等無不得精到，尤擅繪仕女。秦祖永《桐陰論畫》曰：“補景仕女，香艷中更饒妍雅之致，一樹一石，雖未能深入古法，而一種瀟灑之致頗極自然。”，與改琦並稱“改費”。畫風有“改派”和“费派”之称。道光四年（1826年），为了养家糊口，开始了出外鬻画谋生，因家貧長年寄食於汪遠孫、蔣百煦等豪富之家，繪畫以供人玩賞。道光二十四年蒋光煦在别下斋刊印《阴猎文图证》一書，插图共八十七幅，全出自费丹旭一人之手。晚年感悟人生如寄，自號隅翁，另有環赭生、三碑鄉人等號。道光三十三年（1850年）卒。友人辑其诗词为《依旧草堂遺稿》。有子費以群。有孫費有容。

## 家庭
- 长子费以耕，字余伯
- 次子费以安，字冲如
- 三字费以群，字谷市
  - 孙费有容

## 作品

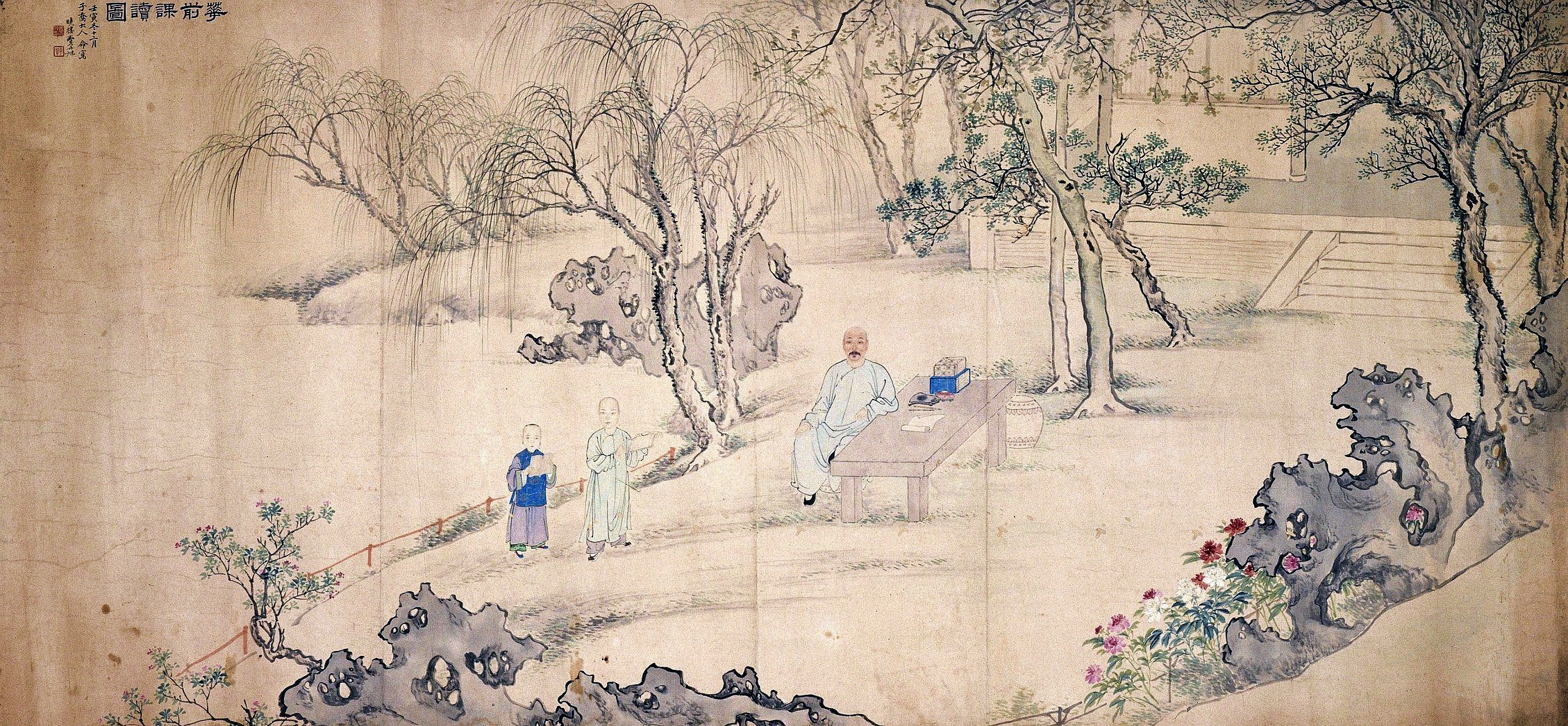
《華前課讀圖》，中國國家博物館藏
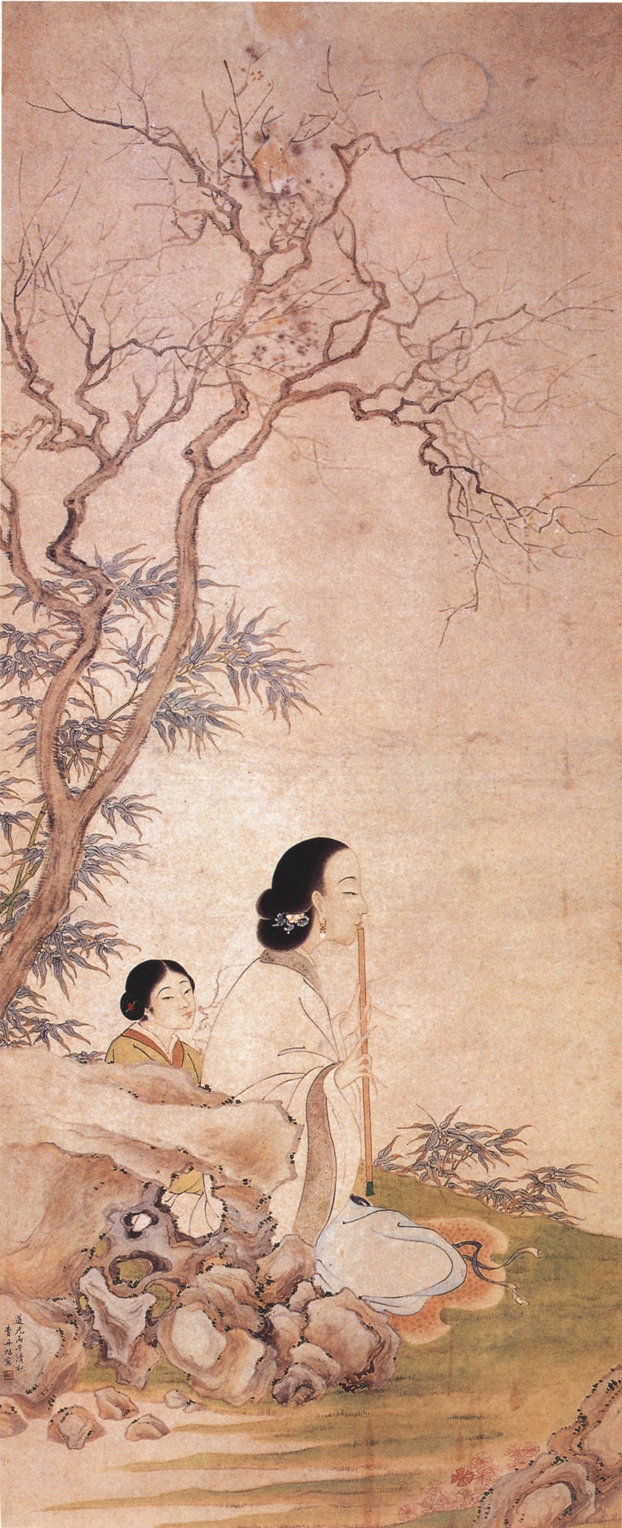
《月下吹箫图》,清华大学美术学院藏